# Episodi di Maiale Capra Banana Grillo (prima stagione)
La prima stagione della serie animata Maiale Capra Banana Grillo, composta da 26 episodi, è stata trasmessa negli Stati Uniti, da Nickelodeon, dal 16 luglio 2015 al 26 febbraio 2016 e da Nicktoons dal 25 settembre al 13 novembre 2016.
In Italia la stagione è stata trasmessa dal 19 novembre 2016 su Nickelodeon.
| nº | Codice di produzione | Titolo originale                      | Titolo italiano                           | Prima TV USA      | Prima TV Italia  |
| -- | -------------------- | ------------------------------------- | ----------------------------------------- | ----------------- | ---------------- |
| 1  | 101                  | Pig Goat Banana Cricket High Five!    | Un cinque per Maiale Capra Banana Grillo! | 16 luglio 2015    | 19 novembre 2016 |
| 2  | 102                  | Fudge-pocalypse                       | Apocalisse al cioccolato                  | 18 luglio 2015    |                  |
| 3  | 108                  | Super Space Meatball                  | La Super Polpetta Spaziale                | 25 luglio 2015    |                  |
| 4  | 104                  | The Chronicles of Cutesachusetts      | Le cronache di Graziosolandia             | 1° agosto 2015    |                  |
| 5  | 106                  | Prank Thy Neighbor                    | Scherzi di benvenuto                      | 8 agosto 2015     |                  |
| 6  | 111                  | Miss Cutesy Meow Meows                | Miss Pucci Pucci Miao Miao                | 7 settembre 2015  |                  |
| 7  | 110                  | Let's Get Tiny                        | Rimpiccioliamo                            | 18 settembre 2015 |                  |
| 8  | 112                  | The Most Beautiful Roach in the World | La blatta più bella del mondo             | 25 settembre 2015 |                  |
| 9  | 107                  | The Tooth of My True Love             | Il dente del mio vero amore               | 2 ottobre 2015    |                  |
| 10 | 105                  | Gauntlet of Humiliation               | Il limbo dell'umiliazione                 | 9 ottobre 2015    |                  |
| 11 | 109                  | DJ Wheelbarrow Full of Nachos         | DJ Cariola Piena di Nachos                | 16 ottobre 2015   |                  |
| 12 | 113                  | Underpants-Palooza                    | Mutanda-Palooza                           | 6 novembre 2015   |                  |
| 13 | 114                  | Bananaland                            | Bananaland                                | 13 novembre 2015  |                  |
| 14 | 115                  | Zombie Broheims                       | Fratelli zombie                           | 20 novembre 2015  |                  |
| 15 | 103                  | Happy Chalawunga!                     | Buon Chalawunga!                          | 4 dicembre 2015   |                  |
| 16 | 116                  | Mall Ya Later                         | Ci compriamo dopo                         | 15 gennaio 2016   |                  |
| 17 | 117                  | Total Bananarchy                      | Bananarchia totale                        | 22 gennaio 2016   |                  |
| 18 | 118                  | Angry Old Raisin                      | Vecchia Prugna Secca                      | 5 febbraio 2016   |                  |
| 19 | 119                  | Cow Duck Avocado Mantis               | Mucca Anatra Avocado Mantide              | 19 febbraio 2016  |                  |
| 20 | 120                  | It's Time to Slumber Party            | Tempo di pigiama party                    | 26 febbraio 2016  |                  |
| 21 | 121                  | Secret Origins: Special Edition       | La origini segrete: edizione speciale     | 25 settembre 2016 |                  |
| 22 | 122                  | Moby Woof                             | Moby Bau                                  | 2 ottobre 2016    |                  |
| 23 | 123                  | Prince Mermeow Moves In!              | Micione Tritone cerca casa!               | 16 ottobre 2016   |                  |
| 24 | 125                  | The Mud Munchkins Must Be Crazy       | I nanetti di fango                        | 23 ottobre 2016   |                  |
| 25 | 124                  | Gold Rush                             | Corsa all'oro                             | 6 novembre 2016   |                  |
| 26 | 126                  | King of TV                            | Il re della TV                            | 13 novembre 2016  |                  |